# Dolophilodes bifidus
Dolophilodes bifidus är en nattsländeart som beskrevs av Oliver S. Flint Jr. 1970. Dolophilodes bifidus ingår i släktet Dolophilodes och familjen stengömmenattsländor. Inga underarter finns listade i Catalogue of Life.